# マックス・ヴィーン
マックス・カール・ヴェルナー・ヴィーン（Max Karl Werner Wien, 1866年12月25日 - 1938年2月24日）は、ドイツの物理学者。初期の無線通信技術の発展に貢献した。基本的な発振回路である「ウィーンブリッジ発振回路」にその名前が残っている。従兄弟は同じく物理学者のヴィルヘルム・ヴィーン。

## 人物
ケーニヒスベルク（現カリーニングラード）に生まれた。イェーナ大学の物理学部長を務めた。1891年にウィーンブリッジ発振回路を発明したが、発振回路として実用化されるのは、1930年代後半にウィリアム・ヒューレットによってであった。1900年代の始め、電極間隔を小さくした時の瞬間火花効果を発見し、無線通信に使われた火花送信機の発明を行った。たとえばタイタニック号の無線電信などに使用された。
ドイツ物理学会の会長を2度務めた。エルヴィン・シュレーディンガーの自伝によれば、反ユダヤ主義の傾向があったとされる。